# Hochplattspitze
Die Hochplattspitze, auch Vorderer Plattinger genannt, ist ein 2615 m s.l.m. hoher Berggipfel im Westkamm der Sarntaler Alpen. Sie markiert die Grenze zwischen den Gemeinden Hafling (im Südwesten auf dem Tschögglberg) und Sarntal (im Osten im Sarntal).

## Topographie
Die Hochplattspitze zeigt sich an ihren Flanken recht verschieden. Nach Südwesten fällt sie ähnlich schräg wie der Plattkofel in Wiesen zum Missensteiner Joch hin ab, gegen Süden zum Skigebiet „Meran 2000“ und weiter zum weitläufigen Hochplateau des Tschögglbergs. Die West- und Ostflanke des Gipfels sind deutlich steiler. Die Abhänge sind hier nicht grasig, sondern bestehen aus Geröll und Fels.
Richtung Nordosten löst sich ein Grat, der zum Sagbachtal abfällt, welches später ins Sarntal einmündet. Über den Nordgrat ist die Hochplattspitze mit der Verdinser Plattenspitze verbunden. Zwischen den beiden Graten liegt der Kratzberger See.

## Namensgebung
Die Namensgebung des Gipfels ist eindeutig nachzuvollziehen, wenn man von Süden auf die Hochplattspitze schaut: Hier liegt der namensgebende „platte“ Hang.

## Geologie
Die Hochplattspitze liegt in den Südalpen, anschließend an den Brixener Quarzphyllit. Der überwiegende Teil des Gipfels besteht jedoch wie der nahe Ifinger hauptsächlich aus Tonaliten. Der Grund für diese Gesteinszusammensetzung ist die Nähe zur Periadriatischen Naht.

## Anstiege
- Von Nordwesten: markierter Bergweg von der Streitweider Alm Nr. 19/19a zur Oswaldscharte
- Von Süden: markierter Bergweg von der Kapelle St. Oswald Nr. 19a zur Oswaldscharte
- Von der Oswaldscharte auf einem Steig (Weg Nr. 19b) zum Gipfel[1]